# لواء إس إس ويستفاليا
لواء إس إس ويستفاليا المعروف أيضًا باسم لواء إس إس ويستفاليا إزاتس وحدة مخصصة تتكون من رجال قيادة التدريب العسكري في منطقة بادربورن وكتيبة الدبابات الثقيلة 507. شاركت الوحدة في معركة في مارس 1945 في محاولة فاشلة لمنع القوات الأمريكية من تطويق مجموعة الجيوش ب في جيب الرور.

## التاريخ
تم تشكيل اللواء في 29 مارس 1945 من تدريب الموظفين وغيرهم من الأفراد في ملاعب تدريب Sennelanger شمال بادربورن.   تألفت الوحدة من فوج مشاة مرتجل تم تسميتهم على اسم قادتهم.  تألف فوج «ماير» من ثلاث كتائب: كتيبة التدريب والاستطلاع، وكتيبة الاستطلاع للتدريب والاستبدال، وكتيبة التدريب على الاستطلاع.  تم تسمية فوج «هولتزر» على اسم قائدها أوبرستورمبانفهرر فريدريش هولتزر، وتألف من فوج التدريب والاستبدال بانزر إس إس في Augustdorf، والذي يتكون من ثلاث كتائب.  كانت كتيبة الدبابات الثقيلة 507 هي المكون الرئيسي للقوة المدرعة في اللواء. 
ضم اللواء حوالي 60 دبابة تايجر وبانثر اعتبارا من 30 مارس 1945 وفقا لتشارلز بي. ماكدونالد.  ومع ذلك، وفقًا لستيفن زالوجا، كان لدى اللواء بدلاً من ذلك 15 دبابة تدريب قديمة مثل بانزر-3 و21 دبابة تايجر 2 وثلاثة جاغدبانثر بحلول نهاية مارس. 
انخرط اللواء لأول مرة في 30 مارس ضد عناصر من الفرقة المدرعة الأمريكية الثالثة، في محاولة للدفاع عن الطريق إلى بادربورن،  حتى أجبر على التخلي عن البلدة بحلول 1 أبريل، وسقط مع ما يصل إلى أربعين دبابة ومدفعية هجومية لا تزال صالح للعمل.  بقايا اللواء اشتبكت مع الفرقة المدرعة الأمريكية الثالثة في طريقها إلى فيزر. 

## الحواشي
1. 1 2 3 4 5 6 7  Zaloga 2011.
2. 1 2 3  MacDonald 1973.
3. ↑  Macdonald 1973.